# Cona (Osetia Południowa)
Cona (ros. Magkota)  – wieś w Osetii Południowej, w regionie Dżawa. W 2015 roku liczyła 8 mieszkańców.